# Кубок Ісландії з футболу 2015
Кубок Ісландії з футболу 2015 — 56-й розіграш кубкового футбольного турніру в Ісландії. Переможцем вдесяте став Валюр.

## Календар
| Раунд        | Дата              |
| ------------ | ----------------- |
| Перший раунд | 1–9 травня 2015   |
| Другий раунд | 18–20 травня 2015 |
| 1/16 фіналу  | 2–4 червня 2015   |
| 1/8 фіналу   | 18 червня 2015    |
| Чвертьфінали | 4–6 липня 2015    |
| Півфінали    | 29–30 липня 2015  |
| Фінал        | 15 серпня 2015    |

## Регламент
У перших двох раундах брали участь команди з нижчих дивізіонів та аматори. Клуби Урвалсдейлду стартували з 1/16 фіналу.

## 1/8 фіналу
| Команда 1            | Рахунок | Команда 2                |
| -------------------- | ------- | ------------------------ |
| 18 червня 2015       |         |                          |
| Троттур (2)          | 0–2     | Вестманнаейя             |
| Фьярдабіггд (2)      | 0–4     | Валюр                    |
| Вестурбйор (3)       | 1–7     | КР                       |
| Стьярнан             | 0–3     | Філкір                   |
| Гапнарфйордур        | 2–1     | Гріндавік (2)            |
| Вікінгур (Рейк'явік) | 1–0     | Афтурелдінг (3)          |
| Фйолнір              | 4–0     | Вікінгур (Оулафсвік) (2) |
| Брейдаблік           | 0–1 дч  | Акурейрі (2)             |

## Чвертьфінали
| Команда 1            | Рахунок | Команда 2     |
| -------------------- | ------- | ------------- |
| 4 липня 2015         |         |               |
| Вестманнаейя         | 4–0     | Філкір        |
| 5 липня 2015         |         |               |
| Вікінгур (Рейк'явік) | 1–2     | Валюр         |
| КР                   | 2–1     | Гапнарфйордур |
| 6 липня 2015         |         |               |
| Акурейрі (2)         | 2–1     | Фйолнір       |

## Півфінали
| Команда 1     | Рахунок        | Команда 2    |
| ------------- | -------------- | ------------ |
| 29 липня 2015 |                |              |
| Акурейрі (2)  | 1–1дч пен. 3–5 | Валюр        |
| 30 липня 2015 |                |              |
| КР            | 4–1            | Вестманнаейя |

## Фінал
| Команда 1      | Рахунок | Команда 2 |
| -------------- | ------- | --------- |
| 15 серпня 2015 |         |           |
| Валюр          | 2–0     | КР        |